# Кармала (приток Кармасана)
Кармала — река в России, протекает по Башкортостану. Устье реки находится в 114 км по правому берегу реки Кармасан. Длина реки составляет 13 км, площадь водосборного бассейна 42,1 км².
Берёт начало из родника в лесном массиве к юго-западу от села Благовар.

## Данные водного реестра
По данным государственного водного реестра России относится к Камскому бассейновому округу, водохозяйственный участок реки — Белая от города Уфы до города Бирска, речной подбассейн реки — Белая. Речной бассейн реки — Кама.
Код объекта в государственном водном реестре — 10010201512111100025064.